# نوفل البراوي
نوفل البراوي (مواليد سنة 1967) هو ممثل ومخرج أفلام مغربي. أخرج عدة أفلام مغربية، كما ظهر كممثل في بعض الأعمال، وهو زوج الممثلة المغربية ثريا العلوي.

## مسيرته
التحق بالمعهد العالي للفن المسرحي والتنشيط الثقافي بالرباط. وبعد تخرجه من المعهد، مارس نوفل التشخيص أوالإخراج في مجموعة من المسرحيات أولها «عايشة» في بداية التسعينات من القرن الماضي، وهي من إخراج زميله في المعهد محمد نظيف، وتلتها مسرحيات أخرى من بينها «الكابران بوعودة» و«صورة عائلية» و«بيت العنكبوت» وغيرها. كما مارس التشخيص في السينما في أفلام من قبيل «الطفولة المغتصبة» (1993) لحكيم نوري، و «مبروك» (1999) لإدريس اشويكة. وفي بعض الأعمال التلفزيونية من قبيل مسلسل «حوت البر» (1994) لفريدة بورقية، و«صراع» (1994) لشكيب بنعمر، و«سرب الحمام» (1998) لمحمد عاطفي. واشتغل كذلك كمساعد أول في الإخراج مع مجموعة من المخرجين مثل لحسن زينون في فيلم عود الورد، ومجيد رشيش في قصة وردة، وعبد الكريم الدرقاوي في زنقة القاهرة، وعبد الرحمان الخياط في السلسلة التلفزيونية التربوية «ألف لام».
أخرج سنة 2005 فيلم «نداء الحوريات»، وهو فيلم قصير أردفه بفيلمين قصيرين آخرين هما «رحيل» (2006) و«سراح مؤقت» (2008)، قبل أن يُخرج أول أفلامه السينمائية الطويلة بعنوان «يوم وليلة» سنة 2013. كما أخرج أفلاما تلفزيونية من بينها «الكبش» (2007)، و«رجل فوق الشبهات» (2009).

## وصلات خارجية
- نوفل البراوي على موقع IMDb (الإنجليزية)
- نوفل البراوي على موقع ألو سيني (الفرنسية)
- نوفل البراوي على موقع قاعدة بيانات الفيلم (الإنجليزية)